# Gnaeus Servilius Geminus
Gnaeus Servilius Geminus († 2. August 216 v. Chr. bei Cannae) war 217 v. Chr. römischer Konsul. Im folgenden Jahr gehörte er zu den höchstrangigen Römern, die in der Schlacht von Cannae gegen Hannibal fielen.

## Herkunft
Gnaeus Servilius Geminus entstammte dem Patriziergeschlecht der Servilier. Von seiner in den Fasti Capitolini vermerkten Filiation ist nur die Angabe erhalten geblieben, dass er der Enkel eines Quintus Servilius war. Wahrscheinlich war er der Sohn der Konsuls von 252 und 248 v. Chr., Publius Servilius Geminus.

## Konsulat
In den Quellen wird Gnaeus Servilius Geminus erst in seinen beiden letzten Lebensjahren erwähnt, als er in der Frühphase des Zweiten Punischen Krieges zuerst 217 v. Chr. als Konsul und im folgenden Jahr als Prokonsul gegen Hannibal kämpfte. Da er ein Patrizier war, erhielt er als Konsulatskollegen einen Angehörigen einer plebejischen Gens, Gaius Flaminius, eine umstrittene Persönlichkeit, deren Bild wohl schon vom ältesten römischen Geschichtsschreiber Quintus Fabius Pictor in den düstersten Farben gemalt wurde.
Über den Amtsantritt und das Vorgehen der Konsuln gegen den weiter in Italien vordringenden Hannibal liegen bei den beiden erhaltenen Hauptquellen, Polybios und Titus Livius, ziemlich unterschiedliche Angaben vor. Polybios berichtet, dass beide Konsuln gemeinsam Aushebungen für ihre Legionen veranstalteten und bundesgenössische Heere zusammenzogen; bei Frühlingsbeginn bezog Flaminius mit seinem Heer in Arretium (heute Arezzo) sowie Servilius in Ariminum (heute Rimini) Stellung, um von diesen beiden Standorten aus die Punier zu erwarten. Laut Livius reiste Flaminius hingegen schon vor Konsulatsbeginn an den Iden des März heimlich nach Ariminum ab, wohin er die ihm zugeteilten Truppen bestellt hatte, um dort ungestört sein Amt übernehmen zu können, da er bei einem Amtsantritt in Rom – wie es üblich war – Behinderungen von Seiten des Senats befürchtete. Trotz des Ärgers der Senatoren hielt Flaminius an seinem Plan fest und erklärte damit laut Livius sogar den Göttern den Krieg. Dann erst zog er mit seinen Truppen nach Arretium. Servilius hingegen trat sein Konsulat regulär in Rom an und leitete religiöse Versöhnungsmaßnahmen der Götter, um den Frevel des Flaminius zu sühnen. In der modernen Forschung wird meist der Version des als zuverlässig geltenden Polybios der Vorzug gegeben.
Die Aufgabe der Konsuln bestand darin, das südlich von ihrer Position gelegene Italien vor einem weiteren Vormarsch Hannibals zu schützen. Sie standen einander so nahe, dass ein Konsul im Bedarfsfall sein Heer in relativ kurzer Zeit mit dem des anderen vereinen konnte. Der große punische Feldherr nahm aber einen für die Römer überraschenden Weg. Auf einer nicht genau bekannten Route marschierte er wohl von Bononia (heute Bologna) aus über die Apenninen und durch ein Sumpfgebiet des Arno nach Faesulae (heute Fiesole). Daher stand er nun von den beiden Konsuln Flaminius näher, dem er in der Schlacht am Trasimenischen See eine vernichtende Niederlage zufügte, wobei Flaminius selbst fiel.
Als Servilius vom Einfall Hannibals in Etrurien erfuhr, verließ er sofort Ariminum, um seinem Kollegen zu Hilfe zu ziehen, kam aber zu spät. 4000 von ihm vorausgeschickte Reiter, die unter dem Kommando des Gaius Centenius standen, wurden kurz nach Flaminius’ Niederlage vom karthagischen Feldherrn Maharbal und dessen Kavallerie teils getötet, teils gefangen genommen. Während Hannibal durch Umbrien nach Picenum zog, ließ sich Servilius auf kein Gefecht mit ihm ein. In Narnia (heute Narni) begegnete er dem aufgrund der Krisensituation durch einen außerordentlichen Volksbeschluss gewählten Diktator Quintus Fabius Maximus Verrucosus und übergab diesem seine Legionen. Fabius ließ Servilius in scharfer Form ausrichten, nur ohne Liktoren vor ihm zu erscheinen. Damit bedeutete er, dass seine Wahl zum Diktator die Amtsgewalt des Konsuls aufgehoben habe. Auf die Nachricht, dass mit Vorräten für das römische Heer in Spanien beladene Frachtschiffe von einer karthagischen Flotte nahe Cosa abgefangen worden seien, wurde Servilius nach Rom geschickt, um mit dem dortigen Geschwader die feindlichen Schiffe zu jagen und den Küstenschutz Italiens zu leiten.
Mit 120 Fünfruderern verfolgte Servilius die bereits bis in die Gegend von Pisae (heute Pisa) vorgedrungenen punischen Schiffe, die allerdings nach Karthago entkamen. Servilius segelte über Lilybaeum (heute Marsala) auf Sizilien nach Nordafrika, erpresste von den Einwohnern der vor der tunesischen Küste gelegenen Cercina-Inseln (heute Kerkenna-Inseln) zehn Talente Silber Lösegeld und wandte sich dann wieder nach Sizilien, wobei er unterwegs die kleine Vulkaninsel Kossura (heute Pantelleria) besetzte.
Von Lilybaeum kehrte Servilius auf dem Landweg nach Italien zurück und übernahm zusammen mit dem Suffektkonsul Marcus Atilius Regulus für den Rest des Jahres 217 v. Chr. wieder das Kommando über die Landtruppen in Apulien, da Fabius’ Diktatur zu Ende gegangen war.

## Rolle in der Schlacht von Cannae
Nach Ablauf ihres Konsulats blieben Servilius und Atilius mit verlängertem Imperium in ihrer Stellung und lieferten den Feinden nur kleine Scharmützel, aber kein großes Gefecht, bis die Konsuln des Jahres 216 v. Chr., Lucius Aemilius Paullus und Gaius Terentius Varro, bei ihnen eintrafen. Als Prokonsul nahm Servilius daraufhin mit den Konsuln an der Schlacht von Cannae teil und war somit nach diesen der ranghöchste römische Militärführer. Polybios behauptet, dass Atilius ebenso wie Servilius an den Kämpfen teilgenommen habe, während Livius ausführt, dass Atilius unter Berufung auf sein hohes Alter wieder nach Rom gegangen sei. Der Althistoriker Friedrich Münzer hält in diesem Fall die Version des Livius für glaubwürdiger.
In der Schlacht bei Cannae befehligte der Konsul Terentius Varro den linken Flügel und der andere Konsul Aemilius Paullus den rechten Flügel. Die schwerbewaffneten Infanteristen des römischen Zentrums standen unter dem Befehl des Servilius. Während die Mitwirkung des Servilius in den meisten Schlachtberichten der erhaltenen Quellen nur kurz erwähnt wird, spielt er in jenem des Historikers Appian eine bedeutendere Rolle. Aber bereits Ennius hatte in seinem historischen Epos Servilius eine große Rolle zugeschrieben; der Prokonsul soll mit Aemilius Paullus auf eine zurückhaltende Taktik gedrängt haben. Diese Auffassung steht jedoch im Gegensatz zur älteren Tradition. Unbestritten ist, dass Servilius bei der katastrophalen Niederlage der Römer gegen Hannibal den Tod fand, ebenso Aemilius Paullus, Marcus Minucius Rufus, der ehemalige Reiterführer des Diktators Fabius, sowie viele weitere militärische Führer Roms.